# Adolescent's Orquesta

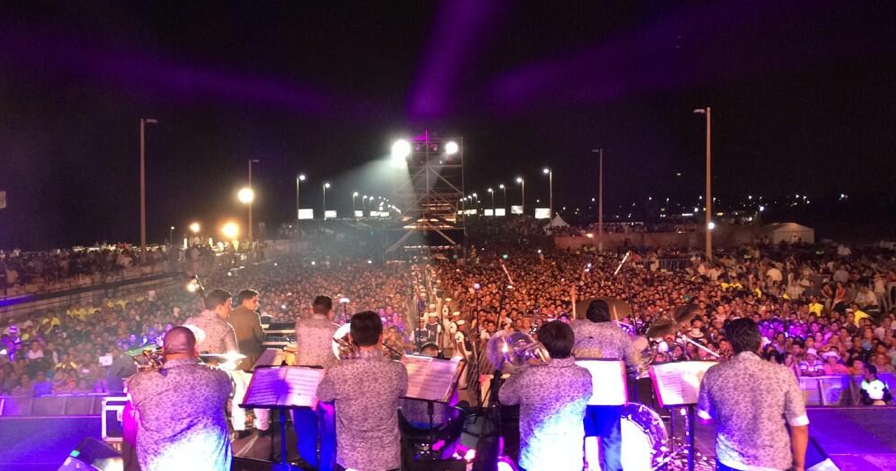
Los Adolescentes en concert à Mexico (2016).

Adolescent's Orquesta (mais plus couramment appelé Los Adolescentes par les fans, ce qui sonne plus espagnol) est un groupe vénézuélien de salsa « romantica » dirigé et produit par Porfi Baloa (piano, claviers, basse).

## 1reformation
Elle comprend Wilmer Lozano (chanteur), Williams Lozano, Armando Guiñan, Nestor Rivero et Charly Villegas.
Ensemble ils ont sorti deux albums
- Reclamando Nuestro Espacio (1995),
- Persona Ideal (1997)

## 2eformation
Wilmer Lozano quitte le groupe et il se lancera dans une carrière solo avec un premier album, Original en 2001.
Il est remplacé par Sócrates Cariaco. Le groupe sort l'album La Misma Pluma (1998) qui se révèle être un échec et Sony Music sort une compilation, Millenium Hits puis met fin à leur contrat.

## Comeback
Après plusieurs années d'absence Porfi Baloa reforme le groupe avec de jeunes musiciens : Angel Delgado, Oscar Arriaga, Everson Hernández, et Armando Davalillo. 
L'album Búscame sort chez Universal Music uniquement au Venezuela en 2005 puis à l'international en 2008 chez Union Music Group.
Un album live sort en 2008 : Clásicos en Vivo